# Formellitteratur
Formellitteratur betecknar litteratur där både form och innehåll följer fasta normer. Oftast används beteckningen om underhållningslitteratur eller genrelitteratur som kriminallitteratur och science fiction.
Populärlitteraturforskaren John G. Cawelti menar att formellitteraturen bygger på tidlösa narrativa strukturer som lätt går att känna igen, även om varje narrativ struktur i sitt sammanhang bär en tydlig historisk och sociokulturell prägel. Särskilt tematiken menar han kan kopplas till ett kulturellt och historiskt sammanhang. Begreppet är användbart för kulturanalyser, då formellitteratur kan visa, menar Cawelti, på kollektiva föreställningsvärldar, som delas av stora befolkningsgrupper, vid givna tidsperioder.
Sara Kärrholm benämner i sin avhandling Konsten att lägga pussel pusseldeckare för formellitteratur.